# SAVAK
SAVAK (em persa: ساواک, abreviação de  سازِمانِ اطلاعات وَ امنیَتِ کِشوَر Sāzemān-e Ettelā'āt va Amniyat-e Keshvar, em inglês National Intelligence and Security Organization; em português Organização de Segurança e Inteligência Nacional) era a polícia secreta, o serviço de segurança interna e o serviço de inteligência criado pelo Xá Mohammad Reza do Irã com a ajuda da Agência Central de Inteligência (a CIA) dos Estados Unidos. A SAVAK operou entre 1957 até 1979, quando a dinastia Pahlavi foi derrubada. A organização foi descrita como a "instituição mais odiada e temida" do Irã antes da Revolução de 1979 por causa de sua prática de torturar e executar opositores do regime Pahlavi. Em seu pico, a organização teve tantos como 60.000 agentes que serviam em suas fileiras de acordo com uma fonte, Gholam Reza Afkhami, cujo trabalho sobre o Xá tem sido descrito como uma "biografia simpática", as estimativas dos efetivos da SAVAK estão entre 4.000 e 6.000.

## Diretores da SAVAK
- Teymour Bakhtiar (1957-1961)
- Hassan Pakravan (1961-1965)
- Nematollah Nassiri (1965-1978)
- Nasser Moghaddam (1978-1979)